# 第53回全国高等学校サッカー選手権大会
第53回全国高等学校サッカー選手権大会（だい53かいぜんこくこうとうがっこうサッカーせんしゅけんたいかい）は、1975年1月に行われた、全国高等学校サッカー選手権大会である。

## 概要
- キャッチフレーズ 君たちのイレブンがいま！

### 日程
- 1回戦　1月3日・4日
- 2回戦　1月5日
- 準々決勝　1月6日
- 準決勝　1月7日
- 3位決定戦・決勝　1月8日

### 使用会場
- 長居陸上競技場（1回戦～決勝）
- 靱蹴球場（1回戦～2回戦）

## 出場校
北海道・東北
- 北海道代表 室蘭大谷
- 北奥羽代表 五戸（青森県）
- 東北代表 仙台育英（宮城県）
- 西奥羽代表 秋田商（秋田県）

関東
- 東関東代表 水戸商（茨城県）
- 北関東代表 宇都宮学園（栃木県）
- 埼玉県代表 児玉
- 東京都代表 帝京
- 神奈川県代表 相模工大付

甲信越・北陸・東海
- 甲信代表 蘇南（長野県）
- 北越代表 巻（新潟県）
- 北陸代表 金沢経大星稜（石川県）
- 静岡県代表 清水東
- 愛知県代表 熱田
- 三岐代表 四日市中央工（三重県）

近畿
- 京滋代表 膳所（滋賀県）
- 大阪府代表 初芝
- 兵庫県代表 報徳学園
- 紀和代表 和歌山北（和歌山県）

中国
- 東中国代表 水島工（岡山県）
- 広島県代表 広島工
- 西中国代表 山口（山口県）

四国
- 南四国代表 徳島商（徳島県）
- 北四国代表 新田（愛媛県）

九州
- 北九州代表 福岡商（福岡県）
- 西九州代表 島原商（長崎県）
- 東九州代表 中津工（大分県）
- 南九州代表 鹿児島商（鹿児島県）

## 試合

### 1回戦
- 室蘭大谷 0 - 0(PK3 - 2) 報徳学園
- 水島工 2 - 2(PK4 - 2) 和歌山北
- 山口 1 - 0 仙台育英
- 帝京 5 - 1 福岡商
- 島原商 5 - 0 巻
- 広島工 4 - 0 宇都宮学園

- 水戸商 6 - 0 中津工
- 新田 4 - 1 五戸
- 鹿児島商 5 - 0 蘇南
- 児玉 1 - 0 熱田
- 膳所 2 - 1 秋田商
- 徳島商 2 - 0 金沢経大星稜

### 2回戦
- 初芝 2 - 0 山口
- 帝京 1 - 1(PK4 - 3) 四日市中央工
- 児玉 2 - 1 鹿児島商
- 徳島商 4 - 0 膳所

- 相模工大付 2 - 1 室蘭大谷
- 広島工 0 - 0(PK3 - 0) 島原商
- 新田 1 - 0 水戸商
- 清水東 3 - 0 水島工

### 準々決勝
- 帝京 1 - 1(PK6 - 5) 徳島商
- 児玉 5 - 0 初芝

- 相模工大付 1 - 0 広島工
- 清水東 2 - 0 新田

### 準決勝
- 帝京 1 - 0 児玉
- 清水東 2 - 1 相模工大付

### 3位決定戦
- 児玉 0 - 0 相模工大付（引き分け）

### 決勝
- 帝京 3 - 1 清水東